# アブドゥル・ラティフ・ペドラム
アブドゥル・ラティフ・ペドラム（ペルシア語: عبداللطیف پدرام、英語：Abdul Latif Pedram/1963年7月29日 - ）は、アフガニスタンの政治家、詩人。ラティーフ・ペドラームと表記されることもある。

## 経歴
タジク人。アフガニスタン労働者革命組織の一員。
1984年、指導部との対立により組織から脱退し、左翼組織「革命旅団」を創設したが、間もなく解散した。
その後、アフガニスタン人民民主党に入党し、1980年代中盤～後半、党中央委員会の機関紙「パイヤム」の副編集長を務めた。
1989年、アフマド・シャー・マスードの元に走ったが、彼と対立し、亡命する。1992年からタジキスタンに在住し、北部同盟と接触を維持した。その後、フランスに移住。
ターリバーン体制崩壊後、アフガニスタンに帰国。2004年、大統領選に立候補。2019年、大統領選に出馬。
2021年8月、タリバンの攻勢によりアシュラフ・ガニ―政権が崩壊すると亡命した。

## パーソナル
数冊の詩集を出版。古代・中世ファルシー文学専門の文学者。